# Antonio Jara Andréu
Antonio Jara Andréu (Alquerías, Murcia, 12 de abril de 1946) es un político español, alcalde de la ciudad de Granada entre el 15 de noviembre de 1979 y 1991 por el Partido Socialista Obrero Español (PSOE), y posterior presidente de Caja Granada.

## Biografía
Hijo de un jornalero represaliado en el franquismo por luchar en el bando republicano, estudió interno en el colegio seráfico de Cehegín, desde los nueve hasta los dieciocho años. A esta edad se trasladó a Granada, donde se matriculó de Derecho en su universidad. Consiguió sendos premios extraordinarios en la licenciatura y en el doctorado. En 1976 aprobó la oposición a profesor universitario, junto a su amigo Pedro Aparicio Sánchez, alcalde socialista de Málaga de 1979 a 1995. Dos años más tarde se afilió al PSOE.
Con tan solo treinta y tres años de edad sustituyó a Juan Tapia Sánchez como alcalde de la ciudad de Granada, tras la dimisión de éste por motivos personales. El profesor universitario desempeñó un importante papel en la modernización de la ciudad del Genil; bajo su mandato fue construido el Palacio de Exposiciones y Congresos, y la ciudad creció considerablemente hacia la zona sur, por el barrio del Zaidín-Vergeles. La actual circunvalación de Granada, el Palacio de Deportes y numerosas plazas, zonas verdes y equipamientos deportivos fueron construidos en la ciudad en su etapa como alcalde.
Jara era alcalde de Granada durante el golpe de Estado del 23-F, y también se produjeron los incendios del Auditorio Manuel de Falla y de la Curia en el transcurso de su mandato.
Fue diputado socialista en el Congreso durante la IV Legislatura (1989-1992) por la circunscripción de Granada.
En septiembre de 2008 fue nombrado hijo adoptivo de la provincia de Granada, a proposición de su Diputación provincial.
Jara fue nombrado presidente de Caja Granada en febrero de 2010, en sustitución de Antonio Claret. La decisión de llevar al político y profesor universitario a la dirección de la entidad granadina fue fruto del consenso entre el Partido Popular y el PSOE.